# Poxtla, Tamazunchale
Poxtla är en ort i Mexiko.   Den ligger i kommunen Tamazunchale och delstaten San Luis Potosí, i den sydöstra delen av landet, 200 km norr om huvudstaden Mexico City. Poxtla ligger 221 meter över havet och antalet invånare är 160.
Terrängen runt Poxtla är kuperad åt nordost, men åt sydväst är den bergig. Poxtla ligger nere i en dal. Runt Poxtla är det ganska tätbefolkat, med 60 invånare per kvadratkilometer. Närmaste större samhälle är Tamazunchale, 9,9 km öster om Poxtla. I omgivningarna runt Poxtla växer i huvudsak städsegrön lövskog.